# كأس هولندا السياحية 2000
كأس هولندا السياحية 2000 هو سباق دراجات نارية أقيم بتاريخ 24 يونيو 2000 في حلبة أسن تي تي. كان الجولة الثامنة من أصل 16 في سباق الجائزة الكبرى للدراجات النارية موسم 2000. فاز البرازيلي أليكس باروس بفئة 500 سي سي.

## وصلات خارجية
- الموقع الرسمي